# Illes Salvatges
Les Illes Salvatges (en portuguès Ilhas Selvagens) formen un petit arxipèlag a l'oceà Atlàntic entre Madeira (a 280 km) i les Canàries (a 165 km). Com totes les illes de la Macaronèsia, les Salvatges tenen un origen volcànic. L'arxipèlag té dues illes principals, Selvagem Grande i Selvagem Pequena, i diversos illots.
Administrativament, l'arxipèlag depèn de la regió autònoma de Madeira, però el govern portuguès ha fet un estudi per crear un municipi propi per a les illes (que tenen només un habitant, un guarda).
L'arxipèlag té una àrea total de 273 hectàrees (2,73 km²).
Malgrat que són unes illes remotes i aïllades, han rebut les visites oficials de dos presidents de la república portuguesa, Mário Soares i Jorge Sampaio, per reforçar la sobirania nacional i mostrar l'estatus de les illes com a reserva nacional.

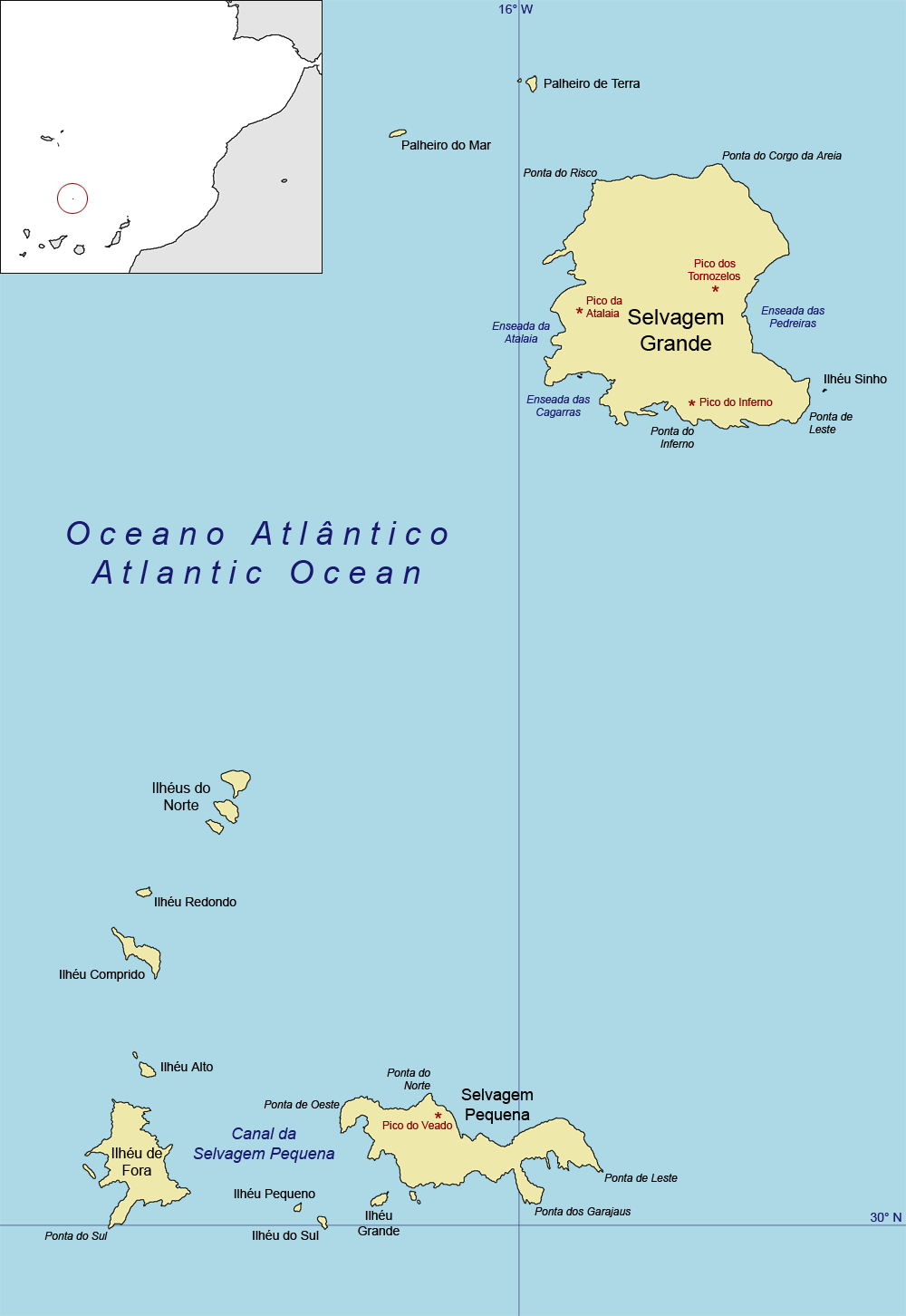
Illes Salvatges

## L'arxipèlag
Les dues illes de l'arxipèlag de vegades són considerades illots, però tant el govern portuguès com els especialistes internacionals les classifiquen com a illes.
L'arxipèlag consta de dos grups. El grup nord-oriental comprèn l'illa Selvagem Grande i dos illots petits: Palheiro de Terra i Palheiro do Mar. El grup sud-oriental comprèn l'illa Selvagem Pequena i l'Ilhéu de Fora, a més de nombrosos illots més menuts, que inclouen l'Alto, el Comprido, el Redondo i el grupet dels Ilhéus do Norte. Una barrera extensa d'esculls envolta l'arxipèlag i, per tant, resulta difícil d'ancorar a les costes de les illes.
Les illes Selvagem Grande i Selvagem Pequena es troben a 15 quilòmetres l'una de l'altra. Existeixen dos països més xicotets geogràficament que les Salvatges: el Vaticà (44 hectàrees) i Mònaco (195 hectàrees).

## Temperatura i ambient
Les temperatures de les illes Salvatges són més altes que les de Madeira i la temperatura del mar hi és temperada durant tot l'any. Jacques-Yves Cousteau va dir una vegada que hi va trobar les aigües més netes del món. El 2003 les illes van ser seleccionades per ser candidates nacionals per al Patrimoni Mundial de la Humanitat de la UNESCO. Els visitants necessiten una autorització especial del Parc Natural de Madeira, una autoritat regional ambiental portuguesa.
El 1971, Portugal va declarar-les com a reserva de la natura ("Reserva das Selvagens"), que no sols inclou les àrees emergides sinó també la franja marítima fins als 200 metres de fondària. La vigilància permanent va iniciar-se el 1976. Dos anys més tard, les Illes Salvatges van ser declarades Reserva Nacional. L'interès natural i científic d'aquest menut grup d'illes no rau només en els ocells marins que s'hi poden trobar, com el petrell carablanc o el petrell de Bulwer, sinó en la biodiversitat marina i en la flora, úniques en la seva espècie. Les illes són visitades per expedicions científiques anuals.
Les Salvatges tenen 150 espècies de plantes. Les illes més riques en flora són l'illa Selvagem Pequena i l'Ilhéu de Fora, perquè mai no hi ha hagut introducció d'animals ni de plantes forans. Les illes han esdevingut cèlebres com a refugi per als ocells: hi ha diverses espècies que hi nidifiquen.

## Història
La primera referència documental de les Illes Salvatges es troba en les cartes portolanes mallorquines de Guillem Soler i del taller dels Cresques, datades del darrer terç del segle xiv i en què ja rebien el nom actual en català; aquesta cronologia suggereix, sense que cap document en doni testimoni, que la seva descoberta fou realitzada a l'entorn de la redescoberta de Canàries al segle xiv, per part de navegants genovesos el 1312 i el 1341, aquesta darrera sota patrocini portuguès, o mallorquins el 1342. També alguns autors afirmen, sense que tampoc ho acrediti cap document coetani, que fou realitzada per embarcacions normandes, sota vassallatge de Castella, en el marc de la conquesta de les Illes Canàries iniciada el 1402. En tot cas la descoberta oficial s'atribueix convencionalment a Diogo Gomes da Sintra, que va albirar-les quan tornava a Portugal des de Guinea, l'any 1438, divuit anys després que fos descoberta Madeira. Fos com fos, les condicions de les illes, mancades d'aigua, sòl erm i perillosos esculls, no permeteren el seu poblament i colonització.
Malgrat tot, el 1560 es documenta la donació per part del canonge de Madeira Manuel Ferreira, de la família dels Teixeira Caiados (a la qual segons la historiografia portuguesa pertanyien les Salvagens), a João Cabral de Noronha. Als segles xviii i xix existeixen documents fiscals, notarials i registrals portuguesos, relatius a la propietat de les illes. El 1904 les illes foren venudes al banquer Luís Rocha Machado; el 1959, els seus hereus signaren un compromís de compravenda amb l'organització conservacionista World Wild Life (Adena), que no va arribar a materialitzar-se.
L'any 1881, Espanya va decidir construir un far a les Salvatges, cosa que va provocar les protestes de Portugal. La resposta espanyola va ser que segons la documentació disponible no era clara la sobirania dels illots, iniciant així una disputa territorial encara no definitivament resolta.
El projecte del far restà aturat fins a 1911, en què Espanya va comunicar a Portugal la represa de la iniciativa i la voluntat d'incorporar les illes a les Canàries, però també quedà paralitzat per tal d'evitar qualsevol acte que dificultés l'obtenció d'una solució acordada. Finalment el 1938 la Comissió Permanent del Dret Marítim Internacional emeté un dictamen favorable a la sobirania portuguesa, que Espanya no ha reconegut de iure, pel fet de no haver pogut al·legar els seus drets per mor de la Guerra Civil espanyola.
El 1971 l'estat portuguès va adquirir les illes i va declarar la Reserva Natural das Ilhas Selvagens. Des d'aleshores s'han produït diversos incidents protagonitzats per pesquers i l'exèrcit de l'Aire espanyol, el darrer l'any 2007. Finalment el 1997 Espanya va reconèixer la sobirania terrestre i del mar territorial a Portugal, però no així la marítima extraterritorial, ja que el seu reconeixement suposaria que la zona d'influència exclusiva del nord de les Illes Canàries passés de 120 milles nàutiques, la meitat de la distància entre les Canàries i Madeira, a 41 milles, que és la meitat de la que hi ha amb les Salvatges.